# Ольга Сторожук
Ольга Сторожук (нар. 7 грудня 1984, м. Київ, Україна) — українська актриса та модель.

## Життєпис
Ольга Сторожук народилася 7 грудня 1984 року в місті Києві в сім'ї медиків. Батько — кардіолог, професор медичного університету, мати  — доцент педагогічного університету.
Закінчила школу із золотою медаллю, музичну школу по класу фортепіано.
У п'ятнадцять років виграла стипендію Американського уряду за програмою FLEX і поїхала навчатися в США. Закінчила Umatilla High School у Флориді. Викладач з акторської майстерності Михайло Барнич.
Від 2004 — працює в провідному модельному агентстві України і знімається в рекламі для України, Росії, Німеччини, Бельгії, Іспанії.

## Фільмографія
- 2017 Фахівці — Юлія Омельченко
- 2017 Жіночий лікар-3 — Лера Скалькіна, пацієнтка
- 2017 Вибираючи долю — подруга
- 2017 В останній раз прощаюся — Таня, наречена Андрія
- 2017 СуперКопи — Віта Марчук
- 2015 Повернешся — поговоримо — стюардеса
- 2014 Перелітні птахи — Марина, дружина Якова
- 2014 Все повернеться — журналістка
- 2013 Ломбард — Рита
- 2012 Щасливий квиток — епізод
- 2012 Лекції для домогосподарок — Віка
- 2011 Лють — Варя
- 2011 Повернення Мухтара-7 — Ольга Круглова
- 2010 Брат за брата — епізод
- 2009 Територія краси — Віра, головна роль
- 2009 Згідно із законом — Ірина Кравченко
- 2009 Її серце — Лена
- 2008 Серце світу — дана
- 2008 Богун. Адвокатські розслідування — ?
- 2008 Адреналін — подруга Еріка
- 2007 Вбити змію — епізод
- 2007 Дні надії — дівчина в авто
- 2007 Повернення Мухтара-4 — Ліза
- 2006 Штольня — Катя
- 2006 Золоті хлопці-2 — епізод